# Hybridfjällsippa
Hybridfjällsippa (Dryas × suendermannii) är en rosväxtart som först beskrevs av Johann Kellerer men som fick sitt nu gällande namn av Sündermann. Hybridfjällsippa ingår i fjällsippssläktet (Dryas) som ingår i familjen rosväxter. Inga underarter finns listade i Catalogue of Life. Hybridfjällsippa är en naturlig hybrid mellan fjällsippa (Dryas octopetala) och gul fjällsippa (Dryas drummondii).